# Sylviane Carpentier
Sylviane Carpentier (Dreuil-lès-Amiens, 31 marzo 1934 – Rouen, 15 ottobre 2017) è stata una modella francese, vincitrice del titolo di Miss Piccardia 1952 e Miss Francia 1953. Nel 1953 arrivò seconda a Miss Europa.
Muore il 15 ottobre 2017 a Rouen all'età di 83 anni.